# Carl McCunn
Carl McCunn (Monaco di Baviera, 25 gennaio 1947 – Monti Brooks, 18 dicembre 1981) è stato un fotografo naturalista americano che, abbandonato nelle terre selvagge dell'Alaska, alla fine si suicidò quando esaurì le provviste.

## Biografia

### Formazione
Carl era il figlio di Donovan P. McCunn ed Erika Hess. Carl nacque a Monaco di Baviera, in Germania, dove suo padre era di stanza nell'esercito degli Stati Uniti. Crebbe a San Antonio, in Texas, si diplomò nel 1964 e si arruolò nella Marina degli Stati Uniti poco dopo aver abbandonato il community college. McCunn prestò servizio in Marina per quattro anni e fu congedato nel 1969. Visse brevemente a Seattle, Washington, prima di stabilirsi ad Anchorage, in Alaska, nel 1970.

### Escursione in Alaska
(Carl McCunn, estratto del diario)
McCunn aveva vissuto cinque mesi sui Monti Brooks nel 1976. Nel marzo 1981, assunse un "bush pilot" per farsi lasciare in un lago remoto e senza nome a circa 225 miglia (362 km) nord-est di Fairbanks, vicino alla confluenza dei fiumi Coleen e Porcupine, sul margine meridionale del Monti Brooks. McCunn intendeva fotografare la fauna selvatica per circa cinque mesi. In questo viaggio, arrivò a destinazione con 500 rullini, 1 400 libbre (640 kg) di provviste, due fucili e un fucile a pompa. Credendo che non ne avrebbe avuto bisogno, si liberò prematuramente di cinque scatole di cartucce per fucile nel fiume vicino al suo campo.
Sebbene McCunn pensasse di aver organizzato il ritorno del pilota per lui in agosto, apparentemente non ne aveva mai avuto conferma. All'inizio di agosto, quando l'aereo previsto non era arrivato, scrisse nel suo diario: "I think I should have used more foresight about arranging my departure. I'll soon find out" (traduzione: "Penso che avrei dovuto essere più previdente nell'organizzare la mia partenza. Lo scoprirò presto"). A quanto pare il pilota aveva detto a McCunn che avrebbe potuto lavorare ad Anchorage alla fine dell'estate e che McCunn non avrebbe dovuto contare sul suo aiuto; secondo il pilota, McCunn gli aveva dato dei soldi per riparare il suo aereo e per portarlo nel sito remoto, ma non fuori da esso.
(Carl McCunn, estratto del diario)
A metà agosto, McCunn si rese conto che il "bush pilot" non sarebbe tornato a prenderlo. A questo punto, cercò di far durare più a lungo le sue provviste cacciando la selvaggina locale usando i fucili. Cacciò anatre e topi muschiati e provò ad essiccare la carne di un caribù che vide morire nel lago. A questo punto, il diario di McCunn indica la speranza che la sua famiglia o i suoi amici mandassero qualcuno a cercarlo dopo il suo mancato ritorno. Aveva inviato ad alcuni amici e al padre tre mappe con l'indicazione del suo campo base, ma non aveva le idee chiare sul suo itinerario esatto. Sebbene il padre sapesse che sarebbe stato nella zona, non sapeva quando McCunn avesse intenzione di tornare. McCunn aveva anche detto al padre di non preoccuparsi se non fosse tornato alla fine dell'estate, perché avrebbe potuto fermarsi più avanti nella stagione se le cose fossero andate bene. Dopo che McCunn era tornato in ritardo da una precedente gita, il padre preoccupato aveva contattato la polizia; McCunn aveva chiesto al padre di non farlo più. Gli amici di McCunn hanno testimoniato all'inchiesta di non essere preoccupati perché credevano che fosse già uscito e stesse lavorando a Paxson.

### Avvistamento
(Carl McCunn, estratto del diario)
Un agente dell'Alaska State Trooper sorvolò il lago alla fine di agosto e notò l'accampamento di McCunn. Il pilota non percepì che McCunn fosse in pericolo, poiché agitava il suo sacco a pelo arancione con molta disinvoltura e, al terzo passaggio sul campo, vide McCunn che tornava con disinvoltura alla sua tenda. L'agente dell'Alaska State Trooper di non aver visto alcun motivo per supporre che McCunn avesse bisogno di assistenza.
McCunn scrisse in seguito nel suo diario: "I recall raising my right hand, shoulder high and shaking my fist on the plane's second pass. It was a little cheer – like when your team scored a touchdown or something. Turns out that's the signal for 'ALL O.K. – DO NOT WAIT!' It's certainly my fault I'm here now! Man, I can't believe it. [...] I really feel like a klutz! Now I know why nobody's shown up from that incident." (traduzione: "Ricordo di aver alzato la mano destra, la spalla alta e di aver agitato il pugno al secondo passaggio dell'aereo. Era una piccola esultanza, come quando la tua squadra segna un touchdown o qualcosa del genere. Si è scoperto che è il segnale per dire 'TUTTO O.K. - NON ASPETTARE! È certamente colpa mia se sono qui adesso! [...] Non posso crederci. [...] Mi sento davvero un cretino! Ora so perché nessuno si è fatto vivo per quell'incidente"). In seguito, McCunn scoprì un piccolo nascondiglio di provviste, tra cui delle trappole per conigli e alcuni pezzi di candele, mentre scavava una trincea poco profonda per prepararsi all'inverno.
(Carl McCunn, estratto del diario)
Un agente dell'Alaska State Trooper che aveva parlato con McCunn prima del viaggio e lo aveva aiutato a segnare il suo campeggio su una mappa ha dichiarato di essere a conoscenza di un capanno da caccia situato a 5 miglia (8,0 km) dal suo campeggio. Non è chiaro perché McCunn non l'abbia utilizzato quando il clima iniziò a farsi più freddo. Alla fine cominciò a nevicare e il lago si ghiacciò. La selvaggina scarseggiava sempre di più e McCunn mise delle trappole per i conigli, ma le trappole venivano spesso saccheggiate da lupi e volpi. A novembre, McCunn aveva esaurito le scorte di cibo. Pensò di provare a camminare fino a Fort Yukon, distante circa 75 miglia (121 km) di distanza, ma non fu in grado di farlo a causa della neve e delle sue condizioni di debolezza. Nel giorno del Ringraziamento (26 novembre) scrisse di avere vertigini e brividi quasi costanti.

### Morte
(Carl McCunn, estratto del diario)
Poco dopo, McCunn decise di porre fine alla propria vita. Usò tutte le scorte di combustibile rimaste per creare un fuoco caldo. Scrisse: "Caro Dio del cielo, perdona la mia debolezza e i miei peccati. Ti prego di vegliare sulla mia famiglia". Scrisse una lettera a suo padre per istruirlo su come sviluppare la pellicola. Chiese anche che tutti i suoi effetti personali fossero consegnati al padre da chiunque lo avesse trovato. McCunn suggerì inoltre alla persona che lo avrebbe trovato di prendere il suo fucile e il suo fucile a pompa per il disturbo. Poi appuntò la sua patente di guida dell'Alaska sul biglietto e si sparò con il fucile. Poco prima del suicidio scrisse nel suo diario: "They say it doesn't hurt" (traduzione: "Dicono che non fa male").
A gennaio, gli amici di McCunn erano abbastanza preoccupati da chiedere alle autorità di iniziare a cercarlo. Il 2 febbraio 1982, un aereo munito di sci con a bordo diversi agenti della Alaska State Trooper atterrò sul lago per controllare il campo di McCunn. Trovarono la sua tenda chiusa con la cerniera e, aprendola, scoprirono il suo cadavere, emaciato e congelato, insieme al suo diario di 100 pagine. Estratti dal diario di McCunn furono pubblicati nel dicembre 1982 dal The San Antonio Light.